# Ooencyrtus euxoae
Ooencyrtus euxoae är en stekelart som först beskrevs av Girault 1927.  Ooencyrtus euxoae ingår i släktet Ooencyrtus och familjen sköldlussteklar. Inga underarter finns listade i Catalogue of Life.